# Давыдова, Алла Васильевна
А́лла Васи́льевна Давы́дова (род. 21 мая 1966, Фрунзе), в девичестве Фёдорова — советская и российская легкоатлетка, специалистка по метанию молота. Выступала за сборные СССР и России по лёгкой атлетике в конце 1980-х — начале 2000-х годов, многократная победительница и призёрка первенств национального значения, участница летних Олимпийских игр в Сиднее. Представляла Фрунзе и Москву. Мастер спорта России международного класса.

## Биография
Алла Фёдорова родилась 21 мая 1966 года в городе Фрунзе Киргизской ССР.
Начала заниматься лёгкой атлетикой в местной секции под руководством тренера С. Печенюка. Окончила Киргизский государственный институт физической культуры.
Впервые заявила о себе в метании молота на взрослом всесоюзном уровне в сезоне 1989 года, выиграв серебряную медаль на зимнем чемпионате СССР по метаниям в Адлере.
В 1990 году одержала победу на зимнем чемпионате СССР по метаниям в Адлере и стала серебряной призёркой на летнем чемпионате СССР в Киеве.
В 1991 году зимнем чемпионате СССР по метаниям в Адлере превзошла всех своих соперниц в метании молота и завоевала золотую медаль, установив при этом мировой рекорд в данной дисциплине — 64,44 метра.
После распада Советского Союза проживала в Москве и представляла российскую национальную сборную. Так, в 1994 году получила серебряные награды на зимнем чемпионате России по метаниям в Адлере и на летнем чемпионате России в Санкт-Петербурге.
В 1996 году победила на чемпионате России в Санкт-Петербурге.
На чемпионате России 1998 года в Москве уже под фамилией Давыдова взяла бронзу. Попав в основной состав российской национальной сборной, выступила на чемпионате Европы в Будапеште, где с результатом 62,36 метра стала восьмой. Также представляла страну на Играх доброй воли в Нью-Йорке — метнула здесь молот на 63,77 метра, заняв итоговое пятое место.
В 1999 году на чемпионате России в Туле стала бронзовой призёркой в метании молота.
В 2000 году выиграла серебряную и бронзовую медали на зимнем чемпионате России по метаниям в Адлере и на летнем чемпионате России в Туле соответственно. По итогам чемпионата удостоилась права защищать честь страны на Олимпийских играх в Сиднее — в женском метании молота показала результат 60,86 метра, не сумев преодолеть предварительный квалификационный этап.
После сиднейской Олимпиады Алла Давыдова осталась в составе российской легкоатлетической сборной на ещё один олимпийский цикл и продолжила принимать участие в крупнейших международных соревнованиях. Так, в 2001 году она была второй на зимнем чемпионате России по метаниям в Адлере и третьей на летнем чемпионате России в Туле.
В 2002 году получила бронзу на зимнем чемпионате России по метаниям в Адлере и серебро на летнем чемпионате России в Чебоксарах. Участвовала в чемпионате Европы в Мюнхене, где с результатом 65,92 метра стала девятой.
В 2003 году заняла второе место на зимнем чемпионате России по метаниям в Адлере и третье место на летнем чемпионате России в Туле. Отметилась выступлением на чемпионате мира в Париже, но в финал здесь не вышла.
Впоследствии работала тренером по лёгкой атлетике в центре спорта и образования «Самбо-70» в Москве.